# Dumitrița Turner
Dumitriţa Turner (Oneşti, 12 de fevereiro de 1964) é uma ex-ginasta romena que competiu em provas de ginástica artística.
Gabor disputou ao lado de Nadia Comaneci, Emilia Eberle, Rodica Dunca, Melita Rühn e Cristina Grigoraş os Jogos Olímpicos de Moscou. Neles, conquistou a medalha de prata na prova coletiva, superada pelas soviéticas.